# Kinas ungdomsdagblad
Kinas ungdomsdagblad (中国青年报, pinyin: Zhōngguó qīngnián bào) är en kinesisk dagstidning och Kinas kommunistiska ungdomsförbunds officiella tidning. Tidningen grundades 1951, och har sitt kontor i Peking. Kinas ungdomsdagblad betraktades länge som förhållandevis reformistisk.